# 医大二院駅 (天津市)
医大二院駅（いだいにいんえき）は、中華人民共和国天津市河西区尖山路と黒牛城道の交差点に位置する天津地下鉄6号線と11号線の駅。

## 歴史
- 2018年4月26日：6号線の駅は黒牛城道駅として開業しました[1]。
- 2021年12月22日：医大二院駅に改称[2]。
- 2024年12月28日：11号線の駅が開業し、乗換駅となる[3]。

## 駅構造
6号線・11号線とも島式ホーム1面2線を有する地下駅である。

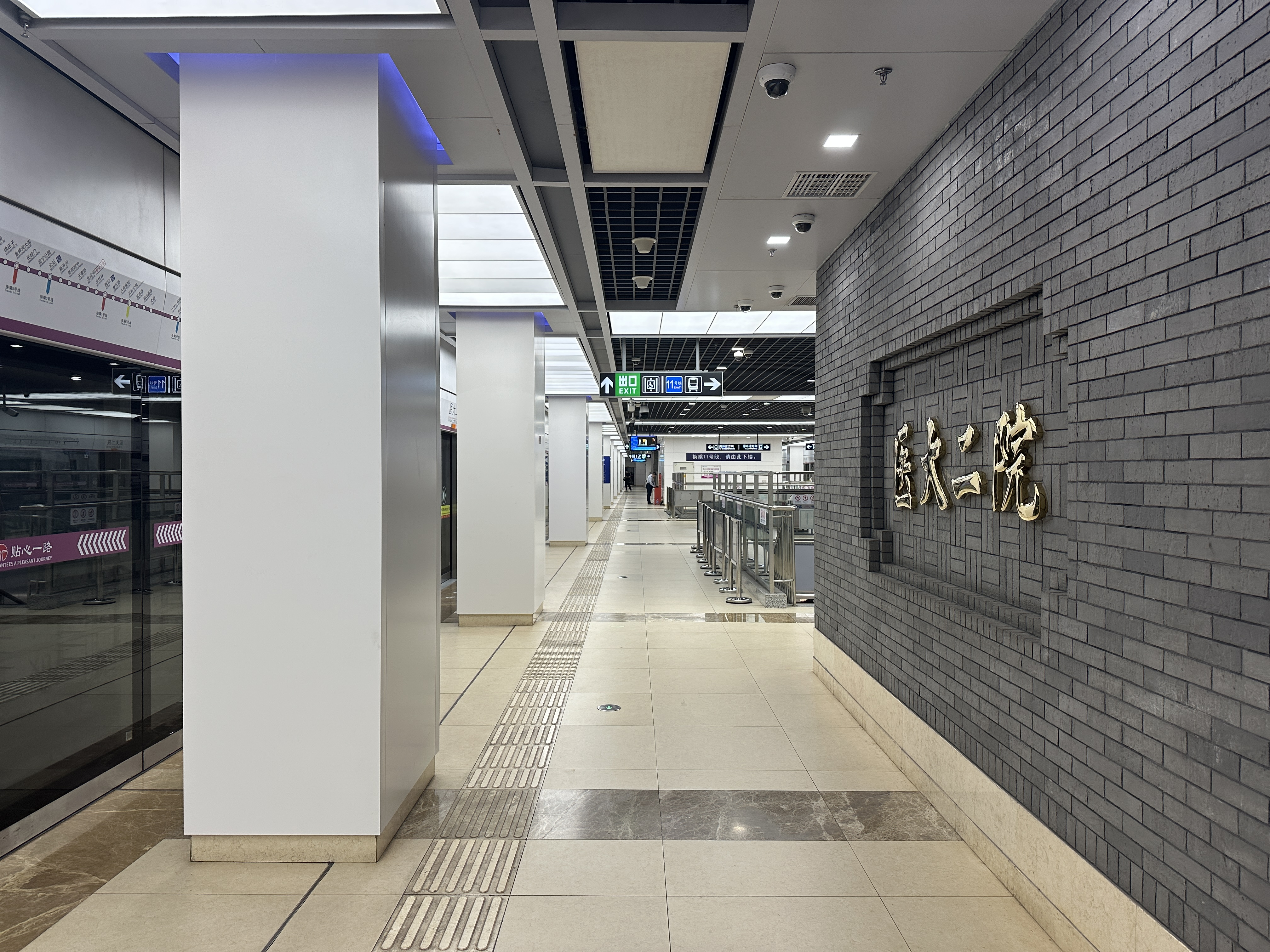
6号線ホーム
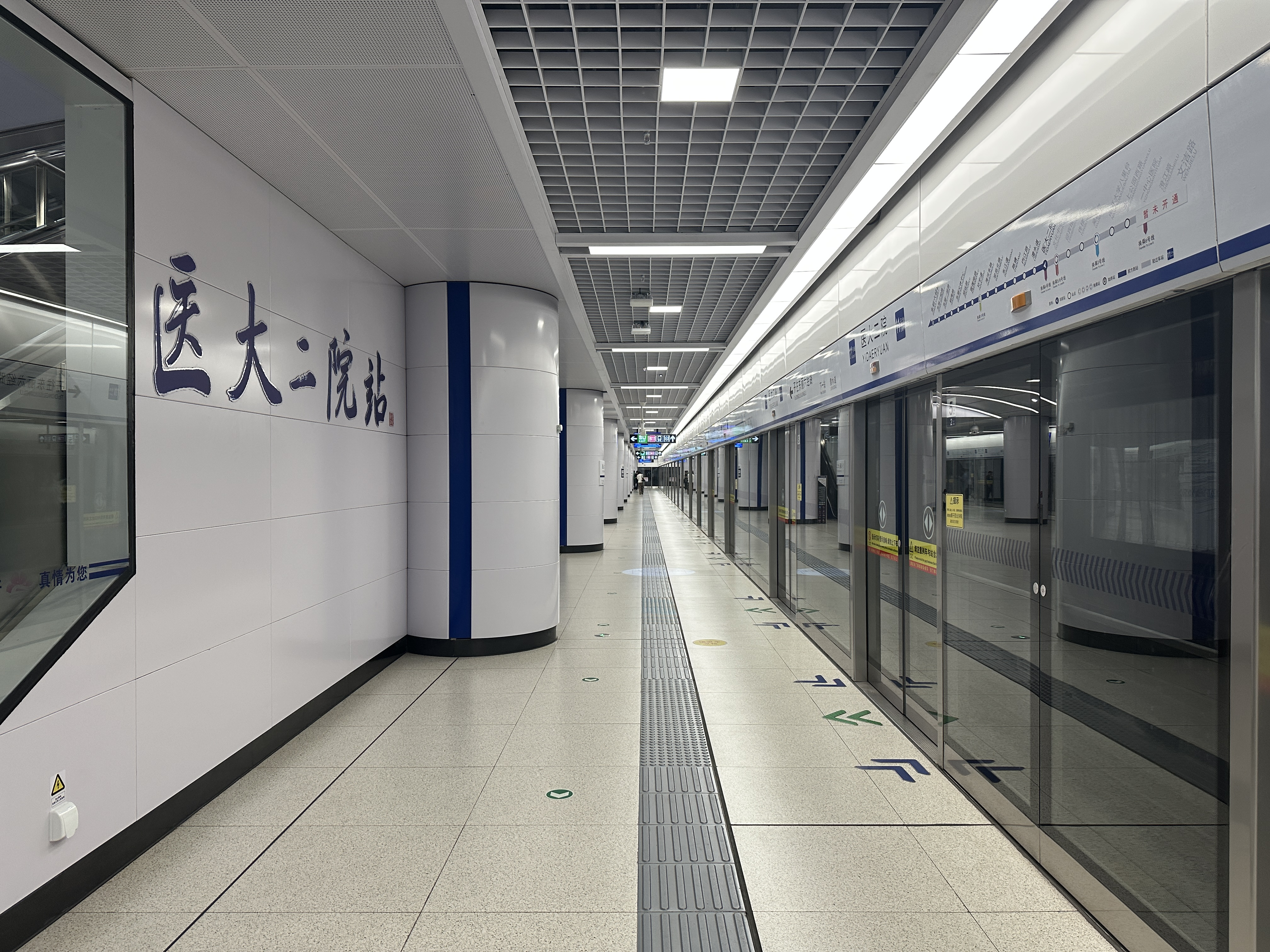
11号線ホーム
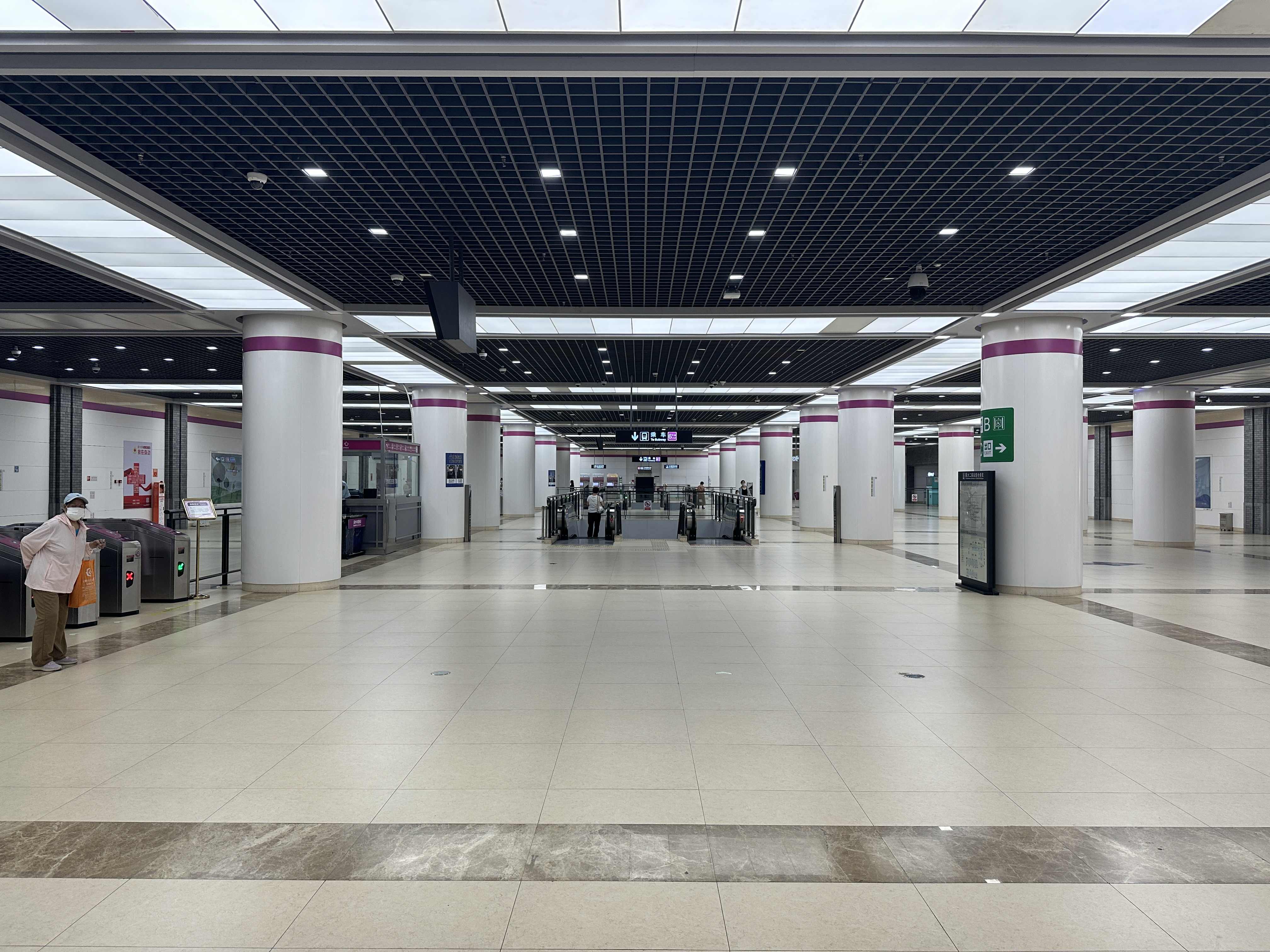
6号線コンコース
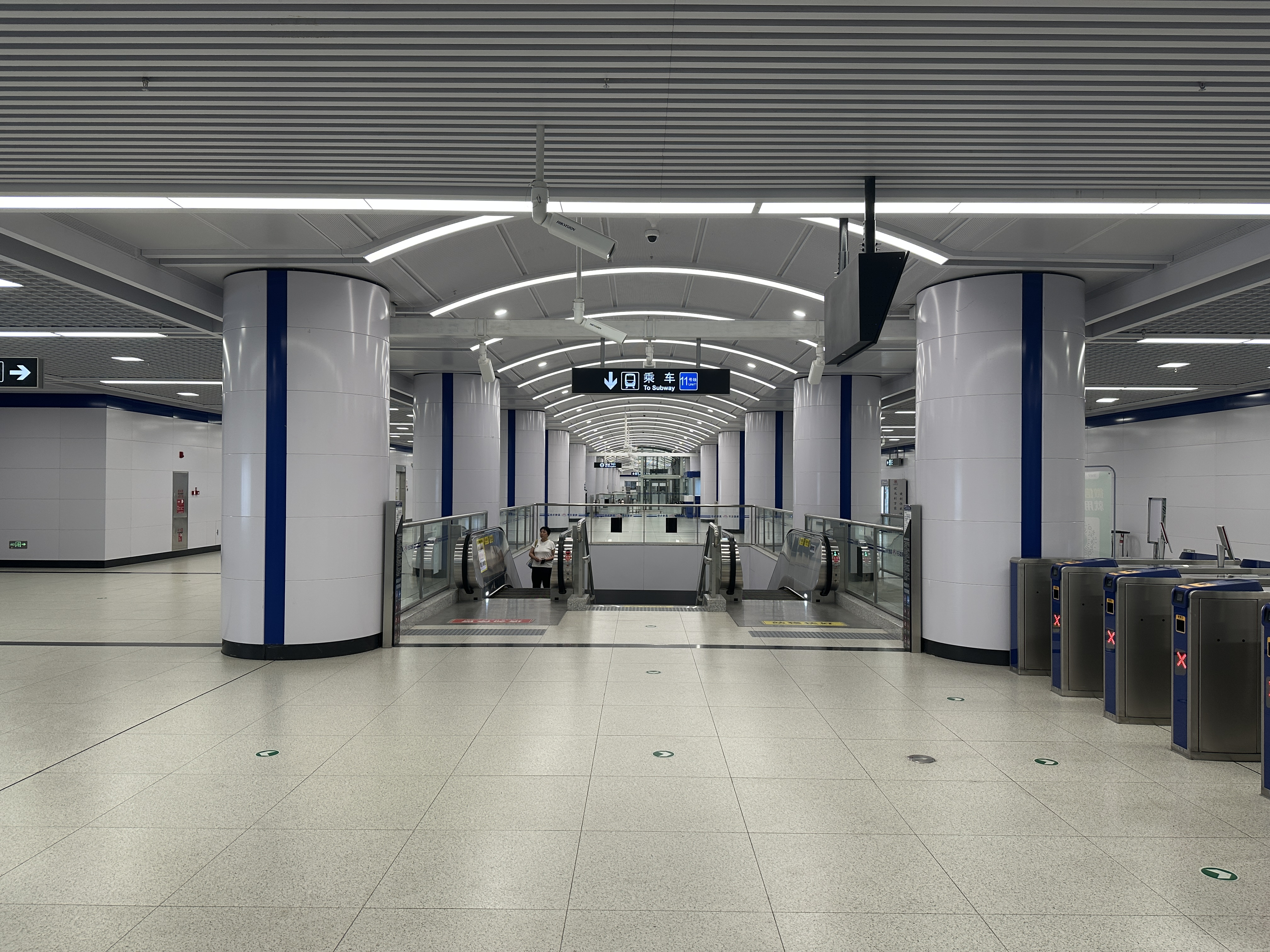
11号線コンコース

## 駅周辺
- 平江南里
- 澧新里
- 光輝里
- 澧水南里
- 天津医科大学第二病院（中国語版） - 駅名の由来
- 長城里

## 隣の駅
天津地下鉄
■ 6号線
尖山路駅 - 医大二院駅 - 梅江道駅
■ 11号線
文化中心駅 - 医大二院駅 - 澧水道駅